# Peter Nansen
Peter Nansen (20. ledna 1861 Kodaň – 31. července 1918 Mariager, Dánsko) byl dánský novinář, spisovatel a literární ředitel nakladatelství Gyldendal.

## Životopis
Nansen se narodil v Kodani v rodině faráře Ferdinanda Petera Nikolaje Nansena (1828–1899) a Johanne Henriette roz. Buchheisterové (1826–1870). Jeho sourozenci byli: Esther Glahn (1854–1935), Thea (1856–1935), Johannes (1859–1867), Viggo (1865–1866), Immanuel (1867–1934) a Poul (1870–1871). Byl dvakrát ženatý: r. 1887 s Louisou Brockovou Frederiksenovou (1864–1900) herečkou divadla Casino a r. 1896 s Betty Müllerovou (1873–1943) herečkou det Kongelige Teater, se kterou měl dceru Esther Baggeovou (1897).
Dětství prožil v Aalborgu, později navštěvoval školu v Herlufsholmu, poté co se jeho otec v roce 1873 přestěhoval do Næstvedu. V roce 1879 soukromě odmaturoval, několik let studoval politologii a zároveň pracoval v Berlingske Tidende, aktivně se účastnil opozičního studentského života, byl spoluzakladatelem „Academicum“, z něhož vznikl „Studentersamfundet“. Spolu s pozdějším hercem Det Kongelige Teater Poulem Nielsenem redigoval malý divadelní časopis, psal povídky a causerie do týdeníku Vor Tid, který redigoval Herman Bang; na podzim 1883 vydal Unge Mennesker a krátce poté drama Kammerater, která byla uvedena na jaře 1884. Současně byl zaměstnancem Nationaltidende, kde pod pseudonymem „Dr. Bonifacius“ Současně byl zaměstnancem Nationaltidende, kde pod pseudonymem „Dr. Bonifacius“ napsal řadu článků: Lægekongressens Heroer, které vyšly knižně ve dvou vydáních během lékařského kongresu v Kodani.

### Noviny Politiken a nakladatelství Gyldendal
Když byl na podzim roku 1884 založen deník Politiken, stal se jeho zaměstnancem a během devíti let, kdy v něm působil, napsal velké množství článků částečně pod svým jménem, částečně pod pseudonymy „Fritz Holm“, „Albert Millaud“, „Per Anden“ a (společně s Edvardem Brandesem) „Grib og Junius“. V letech 1889–1890 redigoval měsíčník Af Dagens Krønnike. V roce 1890 vydal knihu „Korte Veje“, jejíž součástí byla krátká hra „En Bryllupsaften“, která byla uvedena ve Folketeatret. Známý byl především jako autor tří milostných románů Julies Dagbog, Maria a Guds Fred.
V roce 1896 nastoupil do vedení společnosti Gyldendalske Boghandel og Forlag, kde působil až do roku 1916. Nansenova role vedoucího Gyldendalu byla kritizována, zejména konzervativními spisovateli. Většina odborné veřejnosti jeho práci hodnotila kladně, mnohé jeho iniciativy, jako například slovníky Gyldendals Røde Ordbøger a koupě knihkupectví C. A Reitzels Forlag a tím i vydavatelská práva nad většinou autorů Guldalderens (Dánského zlatého věku), nadále pozitivně ovlivňovala nakladatelství. R. 1918 vydal obhajobu svého díla Mine 20 Aar i Gyldendal, kterou nechal vytisknout v 50 exemplářích a rozeslal ji přátelům. Pamflet byl velmi polemický a ve své době vyvolal pobouření.

### Nansen jako novinář
Nansenova novinářská činnost měla velký vliv na celé jeho dílo. Zpracovávání nejrůznějších témat nejrůznějšími způsoby, jak to žurnalistika vyžaduje, dodalo jeho duchu a peru velkou hbitost. Ve svých časopiseckých článcích dával přednost jízlivé formě s tónem posměšné ironie a lehkého sarkasmu, a to i tehdy, když chtěl vážně zaútočit na nějakou věc nebo protivníka. Měl početné publikum doma i v zahraničí, zejména v Německu, kde jeho povídky stále vycházely v nových vydáních. Jeho román Maria byl přeložen a vydán v němčině, švédštině, francouzštině, polštině, češtině a angličtině.

## Dílo výběr
- Unge Mennesker –1883
- Korte veje: scener og smaahistorier – Kjøbenhavn: I. H. Schubothes, 1890

- En Bryllupsaften – 1890
- Et Hjem –1891
- Fra Rusaaret – 1892
- Julies Dagbog – 1893
- Kammerater – 1893
- Maria, en Bog om Kjærlighed – 1894
- Lægekongressens Heroer – 1894?
- Guds Fred – 1895
- Mine 20 Aar i Gyldendal –1918

### V češtině
- Mladí lidé – 1883
- Domov – 1891
- Juliin deník – 1893
- Boží mír – 1895
- Šťastné manželství – přeložil Jaroslav Distl. Kladno: Josef Šolc, 1897
- Maria: kniha lásky – z němčiny př. František Josef Pavlišta. Praha: Vzdělavací bibliotéka, 1900[1]
- Zkouška věrnosti – úvod František Sekanina, in: 1000 nejkrásnějších novel... č. 92; př. Karel Hádek. Praha: J. R. Vilímek, 1916